# تدوین فیلم

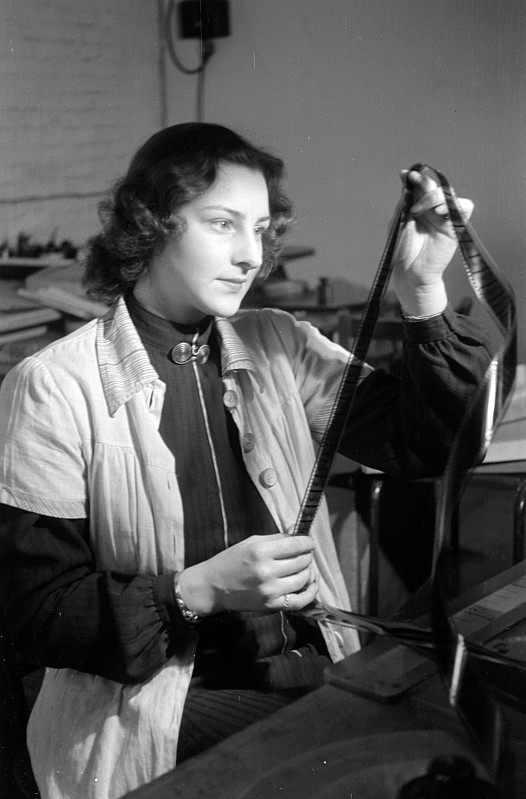
یک تدوین‌گر هنگام کار، ۱۹۴۶.

تدوینِ فیلم (انگلیسی: Film editing)، یکی از مراحل آخر فیلم‌سازی است که در پس‌تولید فیلم انجام می‌شود و طی آن از انتخاب و پیوند نماهای موجود در فیلم خام (footage) و تبدیل آن‌ها به سکانس برای رسیدن به فیلم نهایی بهره گرفته می‌شود. در دنیای فیلم «تدوین» همان نقش ذهن را در واقعیت به عهده دارد؛ بدین معنی که آنچه پنهان است، آشکار می‌کند و آنچه آشکار است اما نیازی به دیدن آن نیست، پنهان؛ یعنی انتخابِ بهترین تصویر برای دیدن. این مرحله شامل گزینش نماها و اندازه آن‌ها، ردیف کردن نماها، صحنه‌ها و سکانس‌ها پشت سر هم، مخلوط کردن تمام صداها و تعیین میزان بلندی آن‌ها و در نهایت در هم آمیختن و هم‌گاه کردن صدای نهایی با تصویر است. این کارها به وسیلهٔ استفاده از فیلم نامه دکوپاژ شده، قوانین و اصول فیلم‌سازی و ذوق هنری و خلاقیت تدوین‌گر، انجام می‌شود. اگرچه به این مرحله، مونتاژ و ادیت هم گفته می‌شود، اما تدوین وجه هنری این مرحله است و مونتاژ و ادیت بیشتر به معنی استفاده از ابزار است.
تدوین در سینما معمولاً بر عهدهٔ فردی که فیلمساز نباشد است، اما گاه فیلمساز به جای تدوینگر کار انجام می‌دهد. مؤلفانی همچون کوروساوا و بهرام بیضایی و برادرانِ کوئن خود تدوین فیلم‌هایشان را برعهده داشته‌اند.
امروزه با پیشرفت‌هایی که در عرصه تکنولوژی ویدئو و کامپیوتر رخ داده، کار تدوین‌گر، انعطاف، سرعت، دقت و سهولت بیشتری یافته‌است.

## تاریخچه تدوین

### دهه اول و دوم

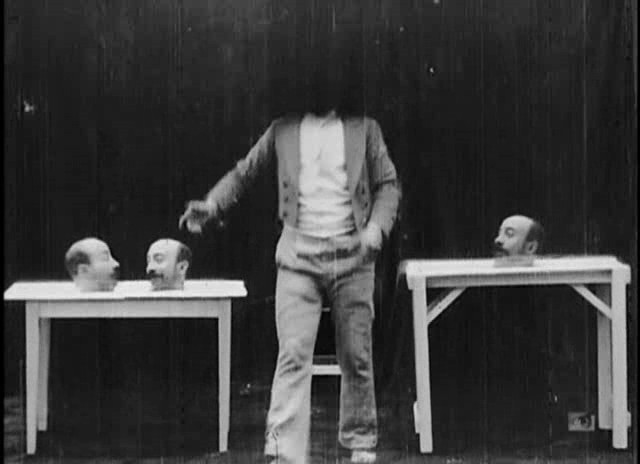
عکس فیلم چهار سر یکی از اولین فیلم‌هایی که از جلوه‌های ویژه در آن استفاده شد.

فیلم‌های اولیه تاریخ سینما عموماً کوتاه بودند. تصاویر متحرک مستند و ضبط شده در یک برداشت؛ در قاب‌هایی ثابت و از اتفاقات روزمره؛ که طول زمان آن‌ها دقیقاً به اندازه زمان اتفاقی بود که افتاده بود. فیلم‌سازان در آن زمان نه نیازی به کوتاه کردن و برش فیلم داشتند و نه نیازی به ایجاد هیجان، حرکت، بیان افکار و دیدگاه‌های شخصی خود در فیلم حس می‌کردند. در دهه‌های بعد به تدریج فیلم تبدیل به وسیله‌ای برای بیان داستان؛ جذب و سرگرمی مردم و نیز ابزاری توانمند برای بیان ویژه هنری خالقان آن شد. اولین بار رابرت پاول فیلمساز بریتانیایی در سال ۱۸۹۸ در فیلم کوتاه یک دقیقه‌ای از بیش از یک نما استفاده کرد. این فیلم که در نزدیکی یک نمایشگاه هنری می‌گذرد با نمای خارجی بازیگران در حال خوردن غذا و ورود به نمایشگاه شروع می‌شود و این نما به نمای این زوج در داخل نمایشگاه پیوند می‌خورد. از توالی و پیوند این دو نما بیننده این‌طور برداشت می‌کند که این دو وارد نمایشگاه شده‌اند. به این ترتیب تداوم این دو نما و ارتباط مکانی و زمانی آن‌ها (هر چند در واقعیت به گونه دیگری بوده باشد) به بیننده القا می‌شود. دو سال بعد جیمز ویلیامسون اسکاتلندی در فیلم‌اش برای اولین بار از نمای مقابل (ریورز شات) استفاده می‌کند. در نمای اول فیلم دروازه‌ای را از خارج نشان می‌دهد که به آن حمله شده و در نمای بعد به درون می‌رود و همان دروازه را در حالی که به آن حمله شده‌است از زاویه مقابل نشان می‌دهد. در سال ۱۹۰۲ ژرژ ملی‌یس فرانسوی فیلم «سفری به ماه» بر اساس داستان مشهور ژول ورن را می‌سازد. این فیلم سرآغازی بر شکل‌گیری زبان روایی و تدوین فیلم است. از لحاظ تدوین ما با پیوند نماها با استفاده از دیزالو (حل شدن تصویر نمای قبل در تصویر نمای بعد) برای بیان گذشت زمان روبرو هستیم. ملی‌یس در این فیلم با استفاده از تدوین، موفق به خلق تروکاژهای سینمایی شد مثلاً بازیگران فیلم به یک باره محو می‌شوند یا موشک به یکباره بر صورت ماه ظاهر می‌شود. تکنیک‌های اولیه ترکیب فیلم و انیمیشن و همین‌طور تکنیک برهم‌گذاری تصاویر (سوپر ایمپوز) برای اولین‌بار در این فیلم بکار رفته‌است. یکی از دستاوردهای این فیلم تداوم گرافیکی؛ زمانی و مکانی نماها و بحث ورود و خروج به کادر در نماهای متوالی است؛ مثلاً در نمایی می‌بینیم که ساکنین ماه به دنبال مسافران از راست به چپ تصویر حرکت می‌کنند و از آن خارج می‌شوند در نمای بعد آن‌ها از راست وارد قاب می‌شوند و به چپ حرکت می‌کنند. این به نوعی تداوم حرکت از راست به چپ را که قبلتر در ذهن بیننده شکل گرفته‌است را تثبیت می‌کند. در نمای سقوط کپسول، باز شاهد این تداوم حرکت هستیم. ملیس در چند نمای کوتاه و متوالی سقوط کپسول را از بالا به پایین و در یک حرکت تند شونده را به ما نشان می‌دهد. در واقع ملی‌یس با استفاده از برش‌های کوتاه ضرب‌آهنگ فیلم را تندتر می‌کند و به هیجان فیلم به وسیله تدوین می‌افزاید.
در سال ۱۹۰۳ ادوین اس پورتر فیلم‌ساز آمریکایی فیلم «سرقت بزرگ قطار» را می‌سازد که قدم بزرگی در شکل‌گیری زبان امروزی سینما و فن تدوین فیلم است. فیلم دربارهٔ سرقت یک قطار توسط چند راهزن و کشته شدن آن‌ها در پایان کار است. در این فیلم پورتر به خوبی توانسته با استفاده از تقطیع نماها و پیوند آن‌ها یک داستان را به صورت سینمایی بیان کند. در این فیلم برای اولین‌بار از مونتاژ موازی دو اتفاق دور از هم استفاده شده‌است. ما شاهدیم که اطلاعات مربوط به روایت ذره ذره و با ظرافت به بیننده منتقل می‌شود. فیلم با یک صحنه داخلی از دفتر تلگراف خانه شروع می‌شود. مأمور تلگراف توسط سارقان مضروب می‌شود. نمای بعدی همان سارق‌ها را نشان می‌دهد که بیرون دفتر در کنار قطار در حال آبگیری پنهان شده‌اند. در اینجا در می‌یابیم که دفتر تلگراف جنب ایستگاه آبگیری قطار واقع است و سارقها قصد ورود به قطار را دارند. در نمای بعد یکی از سارقها بر روی سقف قطار با نگهبان می‌جنگد. کارگردان با چیدن نماها در کنار هم داستانش را نه در چیدمانی تئاتری (آن طور که در فیلم ملی‌یس به چشم می‌خورد) بلکه به صورت سینمایی بیان می‌کند. پس از سرقت و فرار دزدان فیلم قطع می‌شود به تلگراف خانه که دخترکی مأمور مضروب را به هوش می‌آورد. این نما قطع می‌شود به اتفاقی در مکانی دورتر: در یک دهکده زنان و مردانی را می‌بینیم که می‌رقصند و پس از شنیدن یک خبر بد به یک باره به راه می‌افتند. پس از این ما شاهد قطع دو ماجرای هم‌زمان در دو مکان متفاوت هستیم. سارق‌ها که در حال فرار و تقسیم غنایم هستند و دنبال‌کننده‌های آن‌ها که به سوی آن‌ها می‌آیند. این فیلم دوازده دقیقه‌ای متشکل از بیست نما و ده صحنه داخلی و خارجی مختلف و نمونه اولیه استفاده از مونتاژ موازی در فیلم است. پس از این در سال ۱۹۱۶ دیوید وارک گریفیت کارگردان آمریکایی در فیلم «تعصب» با تدوین نماهای درشت صورت و دستِ زنِ قهرمان داستان، مخاطب را در تجربه حسی او شریک می‌کند و الفبای سینما و نقش نمای متوسط و درشت را در بیان سینمایی و تدوین نشان می‌دهد.

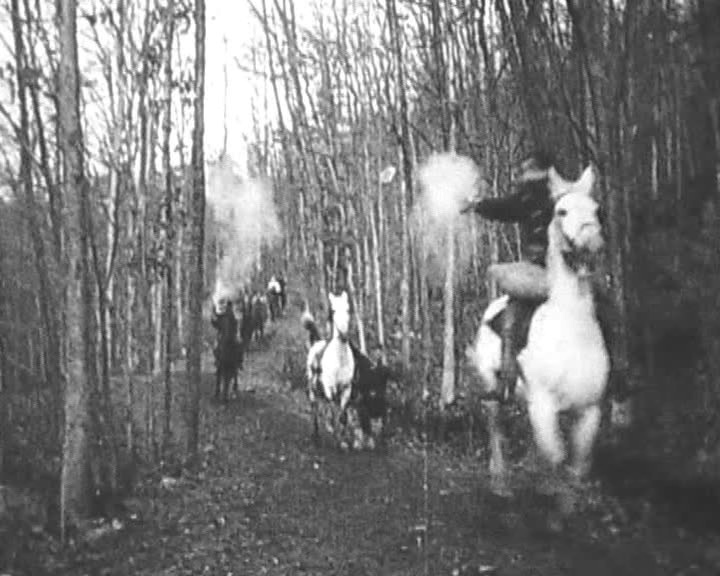
سکانسی از فیلم «سرقت بزرگ قطار (۱۹۰۳)»، اثر ادوین اس پورتر

### جنبش مونتاژ در شوروی
پس از انقلاب روسیه فیلم به عنوان هنر اول از سوی رهبران آن کشور معرفی شد. لنین اعلام کرد: «از نظر ما فیلم بالاترین هنر است.» رهبران انقلاب به قدرت تبلیغی فیلم پی‌برده بودند و از این رو نسل جدیدی از فیلم‌سازان روسی پا به عرصه گذاشتند که با فیلم نه به عنوان شعبده و سرگرمی و برای کسب سود بلکه مانند یک پدیده علمی و تجربی و در جهت تبلیغات ایدیولوژیک برخورد می‌کردند. از این رو جنبشی از فیلمسازان نو پا در شوروی شکل گرفت که تنها جنبش سینمایی دوران سینمای صامت بود. این حرکت که به کشف و تجربه تئوریهای جدید مونتاژ منجر شد در سالهای ۱۹۲۰ شروع شد و تا پس از ورود صدا به سینما، تا سالهای۱۹۳۰ نیز ادامه داشت و پیشگامانی چون لف کولشوف، پودوفکین، سرگئی آیزنشتاین، ژیگا ورتوف و الکساندر داوژنکو به دنیا معرفی کرد. وجه تمایز این جنبش، کاربرد خلاقانه تدوین در کارهای این فیلم‌سازان بود. آن‌ها بیشتر از واژه مونتاژ برای نوع خاص تدوین فیلم‌هایشان استفاده می‌کردند. این جنبش از لحاظ هنری ریشه در کانستراکتیوسم داشت و از لحاظ سیاسی در جهت تبلیغ و گسترش ایدئولوژی حاکم بر شوروی آن سال‌ها یعنی مارکسیسم-لنینیسم روسی گام برمی‌داشت.

## اهمیت تدوین
با تدوین می‌توان روایتی را به صورت مداوم و سیال بیان کرد. تدوین زمان و مکان را فشرده می‌کند، عناصر متفاوت و پراکنده را مورد تأکید قرار می‌دهد و کنار هم می‌گذارد و آن‌ها را چنان مرتب می‌کند که الگوهای معنایی خاصی ایجاد کنند. تدوین در ضمن، به نوعی واکنش تماشاگران را، شکل می‌دهد. برای مثال ارائه یک رشته نماهای کوتاه که به سرعت به یکدیگر برش می‌خورند، می‌تواند حس هیجان، حادثه و انتظار را در تماشاگر ایجاد کند، در حالی که نماهای طولانی آرامش بخش هستند، بر عنصر دراماتیک صحنه تأکید دارند و تماشاگر را با شخصیت‌ها فیلم بیشتر درگیر می‌کنند. شیوه تلفیق صدا و تصویر هم، تأثیر بسیار مهمی بر تماشاگر دارد. برای مثال قابل شنیدن بودن یا نبودن گفت و گوها، ارائه موسیقی در لحظه‌ای خاص از فیلم، بالا و پایین شدن حجم صداها، به گوش رسیدن صدای محیط و… همه و همه معنای خاصی می‌آفرینند و احساسات تماشاگر را به سمتی هدایت می‌کنند.

### کارکردهای تدوین
از نظر پرکینز، تدوین به فیلمساز اجازه می‌دهد تا با آزادی عمل، هر بخش از فیلم را به دقت شکل دهد. او با کنار هم قرار دادن یا حذف قطعات مختلف، می‌تواند ریتم، تن و معنا را در فیلم کنترل کند. تدوین در واقع هنر ایجاد ارتباط بین دو تصویر است و یکی از مهم‌ترین کارکردهای آن، تاکید بر ناگهانی بودن انتقال بین صحنه‌هاست. این ناگهانی بودن، به خلق کنتراست و تضاد کمک می‌کند و در نتیجه، تدوین به فیلمساز این امکان را می‌دهد تا فضا و زمان را به دلخواه خود دستکاری کرده و تجربه سینمایی منحصر به فردی را برای مخاطب خلق کند.

## تدوین از نگاه نظریه‌پردازان
پرده سینما همان اوج و فرودهای تخیل خودمان را باز می‌تاباند؛ تخیلی که از واقعیتی تغذیه می‌کند که قرار است جایگزین آن گردد؛ یعنی داستان فیلم از تجربه‌ای زاده می‌شود که تخیل ما از آن فراتر می‌رود؛ ولی آنچه که روی پرده تخیلی است باید همان فشردگی مکانی و فضایی امر واقعی را داشته باشد.— آندره بازن، 
تأکید بازن بر روابط فضایی و مکانی و حفظِ تدوام این دو عامل در رابطه با «واقع‌نمایی» نماهاست؛ این در حالی است که توانایی بازنمایی واقعیت و تداوم «مکانی، فضایی» را از امکانات «میزانْ‌سن» می‌داند. در همین رابطه نوئل بورچ تدوین سینمایی را «هنر فضاسازی» می‌داند و با اشاره به کارهای ایزنشتاین این مسئله را که فضاسازی تدوینی چه اندازه بر ساختارهای دیگر فیلم تأثیر می‌گذارد را تحلیل می‌کند.
به عقیده بوردول تدوین چهار قلمرو اصلی را برای انتخاب-کنترل در اختیار فیلم‌ساز قرار می‌دهد:
1. روابط گرافیکی بین نمای الف و نمای ب
2. روابط ریتمیک بین نمای الف و نمای ب
3. روابط فضائی بین نمای الف و نمای ب
4. روابط زمانی بین نمای الف و نمای ب

اما هر یک از این حوزه‌ها، در فیلم‌های گوناگون متفاوت عمل می‌کند. به‌طور مثال اهمیت روابط گرافیکی و ریتمیک در فیلم‌های انتزاعی و فرمال بیشتر از دیگر فیلم‌ها نمود پیدا می‌کند. اما ارتباط فضائی و زمانی در اکثریت فیلم‌ها اعمال می‌شود به جز فیلم‌های تجریدی و فرمال.
سوزان هیوارد تدوین را به چهار نوع اصلی تقسیم می‌کند:
1. تدوین منطبق باتوالی زمانی
2. برش متقاطع یا تدوین موازی
3. فوکوس عمیق
4. مونتاژ[۲]

## زمان تدوین
معمولاً تدوین از همان مرحله فیلم‌برداری آغاز می‌شود، به این ترتیب که، تدوین‌گر، فیلم‌هایی را که هر روز گرفته می‌شود (راش) را در اختیار می‌گیرد و، با مشورت کارگردان، آن تکه فیلم‌ها را سر هم می‌کند. وقتی فیلم‌برداری به پایان رسید، تدوین‌گر فیلمی در دست دارد که به صورت خام‌دستانه و خالی از ظرافت، تنها روند رویدادهای فیلم را تعقیب می‌کند. تدوین‌گر کار تدوین را با این فیلم آغاز می‌کند. او با نظر کارگردان، بهترین برداشت‌ها را انتخاب می‌کند و الگوی صدای فیلم را با تصویر هم‌گاه می‌کند. این نسخه از فیلم که اولین نسخه تدوین شده فیلم، برای رسیدن به شکل نهایی آن است، اصطلاحاً راف کات (Rough Cut)، نامیده می‌شود. البته این نسخه را نسخه تدوین شده فیلم‌ساز هم می‌نامند، چون کم و بیش حاوی دیدگاه فیلم‌ساز از فیلم است و هنوز چندان مورد مداخله کس دیگری قرار نگرفته‌است.

## تدوین تداومی
تدوین تداومی، تکنیکی است که در آن برش‌ها به گونه‌ای طراحی می‌شوند تا بیننده به راحتی از یک نما به نمای دیگر منتقل شده و در جریان روایت غرق شود. این تکنیک به ایجاد یک حس پیوستگی و همبستگی در طول فیلم کمک می‌کند.

### نقش تدوین تداومی در ایجاد و شکستن تداوم:
- حفظ تداوم: تدوین تداومی به دنبال ایجاد یک جریان روان و طبیعی بین نماها است. برای دستیابی به این هدف، از تکنیک‌هایی مانند:
  - برش روی حرکت: در این تکنیک، برش در حین حرکت یک شیء یا شخص انجام می‌شود تا بیننده متوجه تغییر نما نشود.
  - تطابق خط نگاه: جهت نگاه شخصیت‌ها در دو نمای متوالی باید هماهنگ باشد تا بیننده بتواند به راحتی مسیر نگاه آن‌ها را دنبال کند.
  - تطابق رنگ و نور: استفاده از رنگ‌ها و نورپردازی مشابه در دو نمای متوالی، به ایجاد حس پیوستگی کمک می‌کند.
- شکستن تداوم: در برخی موارد، به دلایل دراماتیک یا هنری، ممکن است به طور عمدی تداوم شکسته شود. این کار می‌تواند با استفاده از تکنیک‌هایی مانند:
  - برش ناگهانی: برش‌های ناگهانی و غیرمنتظره، می‌توانند باعث ایجاد شوک و تعجب در بیننده شوند.
  - تغییر زاویه دوربین: تغییر ناگهانی زاویه دوربین، می‌تواند به ایجاد حس بی‌ثباتی و آشفتگی کمک کند.
  - تغییر اندازه نما: بزرگنمایی یا کوچک‌نمایی ناگهانی یک شیء، می‌تواند بر روی بیننده تأثیرگذار باشد.

### اهمیت تداوم در روایت داستان:
حفظ تداوم به بیننده کمک می‌کند تا به راحتی داستان را دنبال کرده و در جریان رویدادها قرار گیرد. هنگامی که تداوم به درستی حفظ شود، بیننده می‌تواند بر روی محتوای داستان تمرکز کند و از جزئیات فنی غافل شود.

### مقایسه پایان یک نما با آغاز نمای بعدی:
تداوم در تدوین به این معناست که پایان یک نما با آغاز نمای بعدی از نظر عناصر بصری، صوتی و زمانی ارتباط برقرار کند. این ارتباط می‌تواند به صورت شباهت یا تباین باشد.
- شباهت: تکرار یک عنصر بصری، مانند یک شیء یا حرکت، در دو نمای متوالی، به ایجاد حس پیوستگی کمک می‌کند.
- تباین: ایجاد تضاد بین دو نما، می‌تواند به ایجاد تأکید و برجسته‌سازی یک نقطه خاص در داستان کمک کند.[۷]

## تدوین تجسمی
تدوین تجسمی، یا تدوین پلاستیک، به نوعی از تدوین اشاره دارد که در آن، رابطه بین نماها بر اساس ویژگی‌های بصری سه بعدی آن‌ها برقرار می‌شود. به عبارت دیگر، در این نوع تدوین، حجم‌ها، فضاها و عمق تصاویر، نقش اصلی را در ایجاد معنا و ارتباط بین نماها ایفا می‌کنند.
- تطبیق و تضاد حجم‌ها:
  - تطبیق حجم‌ها: با تطبیق حجم‌های مشابه در نماهای مختلف، تدوینگر می‌تواند حس پیوستگی و انسجام را ایجاد کند. مثلاً می‌توان از یک شیء مشابه در چند نما استفاده کرد تا به بیننده کمک کند تا ارتباط بین آن‌ها را درک کند.
  - تضاد حجم‌ها: با قرار دادن حجم‌های متضاد در کنار هم، تدوینگر می‌تواند به ایجاد کنتراست و تأکید بر یک نقطه خاص کمک کند. مثلاً می‌توان یک شخصیت کوچک را در مقابل یک ساختمان بزرگ قرار داد تا نشان دهد که شخصیت چقدر کوچک و بی‌اهمیت است.
- ایجاد عمق و فضا:
  - پرسپکتیو: با استفاده از پرسپکتیو، تدوینگر می‌تواند حس عمق و فضا را در تصویر ایجاد کند. مثلاً با استفاده از نماهای بسته و باز به طور متناوب، می‌توان به بیننده احساس حرکت در فضا را داد.
  - حرکات دوربین: حرکت‌های دوربین مانند زوم، پان و تیلت می‌توانند به ایجاد حس عمق و فضا کمک کنند.
- نمادگرایی بصری:
  - حجم به عنوان نماد: حجم‌ها می‌توانند نماد مفاهیم انتزاعی مانند قدرت، ضعف، تهدید یا امنیت باشند. مثلاً یک مجسمه بزرگ می‌تواند نماد قدرت و اقتدار باشد.
  - فضا به عنوان نماد: فضا نیز می‌تواند نماد مفاهیمی مانند انزوا، آزادی یا محدودیت باشد. مثلاً یک فضای بسته و تاریک می‌تواند نماد احساس خفقان و ترس باشد.[۸]

مثال‌ها:
- فیلم "پدرخوانده": در این فیلم، از حجم‌های بزرگ و عظیم برای نشان دادن قدرت و نفوذ خانواده کورلئونه استفاده شده است.
- فیلم "درخشش": در این فیلم، از فضاهای بسته و پیچیده برای ایجاد حس اضطراب و ترس استفاده شده است.